# 李之韡
李之韡，號郁和”四川銅梁縣人。清朝初年官員。
明末高官李養德之孫。清順治九年壬辰，四川補行辛卯科鄉試，李之韡考中解元。官至江南績溪縣知縣，在任清廉，政績卓著。曾建二峨書院。